# Panzernashorn
Das Panzernashorn (Rhinoceros unicornis), auch Indisches Panzernashorn und Indisches Nashorn genannt, gehört zur Familie der Nashörner in Asien und Afrika. Das einhörnige Nashorn ist auf dem Indischen Subkontinent beheimatet und heute nur noch im Nordosten Indiens und in geschützten Gebieten im Terai Nepals zu finden. Im Jahr 2008 hat die IUCN das Panzernashorn als gefährdet eingestuft, wobei die Population durch Schutzmaßnahmen zunimmt.

## Merkmale

### Allgemein

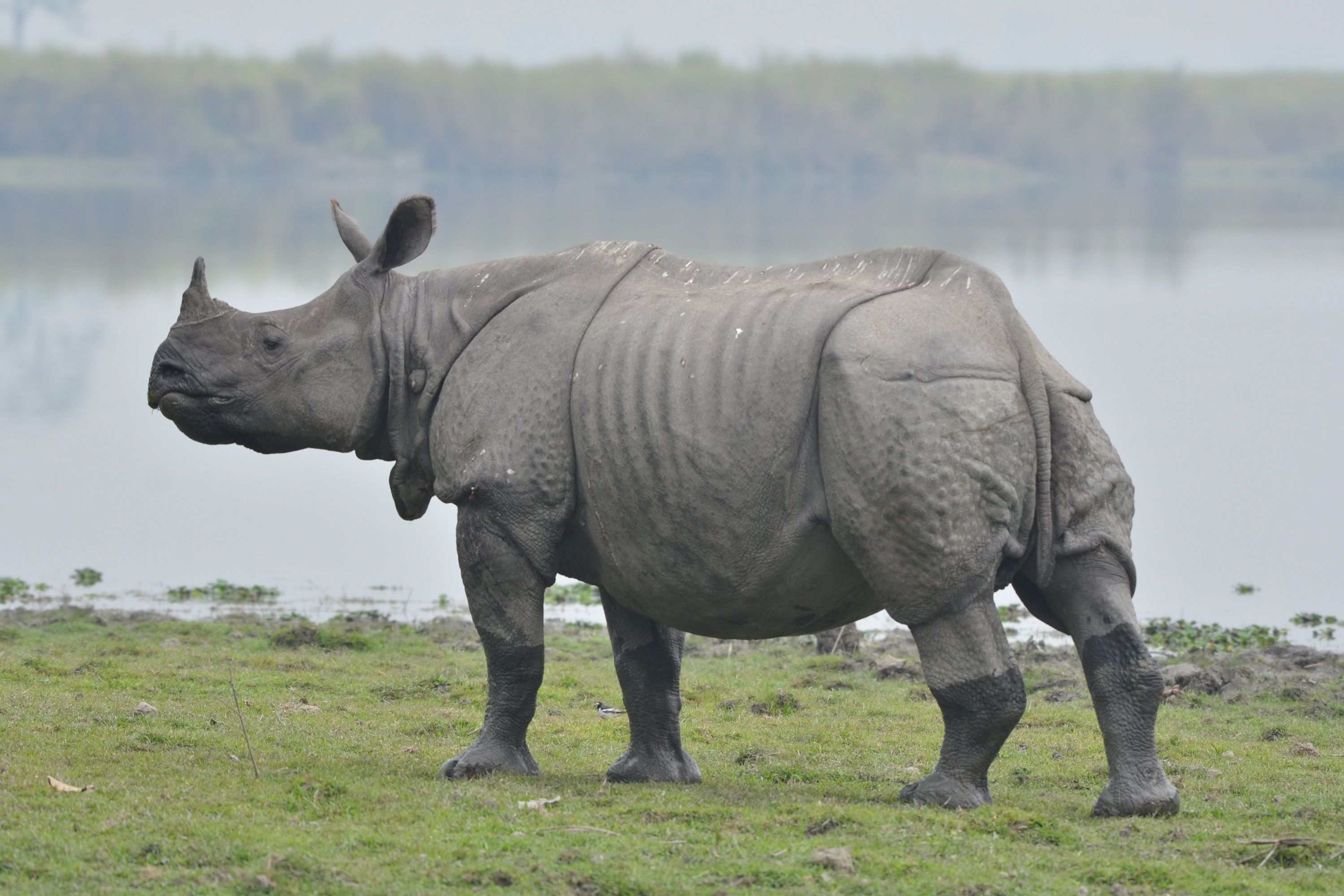
Panzernashorn im Kaziranga-Nationalpark

Mit einer Kopfrumpflänge von 368 bis 380 cm bei Bullen (Kühe 310 bis 340 cm), einer Schulterhöhe von 170 bis 186 cm (Kühe 148 bis 173 cm) und einem Gewicht von 2,2 t (Kühe 1,6 t) ist das Panzernashorn die größte der drei Nashornarten Asiens und die zweitgrößte rezente nach dem Breitmaulnashorn (Ceratotherium simum). Große Bullen können auch ein Gewicht von bis zu 2,7 t erreichen und eine Schulterhöhe von 193 cm aufweisen. Der Körper ist sehr kräftig gebaut, wobei die Gliedmaßen relativ kurz und breit sind. Der Schwanz wird durchschnittlich 66 cm lang.
Die im Maximum bis zu 4 cm dicke Haut ist grau-braun gefärbt und fest, nur im Bereich der Falten, der Bauchgegend und am Kopf ist sie weicher und dünner. Markant sind die zahlreichen Falten der Haut, die dem Tier den Anschein einer schweren Panzerung geben, was auch den deutschen Namen erklärt. Zwei große Hautfalten hinter den Vorderbeinen und vor den Hinterbeinen umkreisen den Körper dabei vertikal, horizontale Falten befinden sich an den oberen Enden der Gliedmaßen und im Gesäßbereich; hier wird auch der Schwanz von zwei zusätzlichen vertikalen Falten eingerahmt. Auch am Nacken sind deutliche Falten ausgebildet, welche bei ausgewachsenen Bullen große Kehllappen („Latz“) bilden. Die Falten sind wesentlich stärker ausgeprägt als bei seinem nächsten Verwandten, dem Java-Nashorn (Rhinoceros sondaicus). In den Falten weist die Haut teilweise rosafarbene Pigmente auf. Die starke Faltung geht höchstwahrscheinlich auf eine Thermoregulation zurück, um den Körper vor Überhitzung zu schützen. Weiterhin ist die Haut durch zahlreiche warzenartige Knubben charakterisiert. Unter der Haut befindet sich eine 2 bis 5 cm dicke Fettschicht.
Das Panzernashorn weist kaum Behaarung auf. Haare finden sich nur an den Ohren, der Schwanzspitze und als Augenwimpern. Ein weiteres wichtiges Kennzeichen ist die fingerförmige und teils sehr bewegliche Oberlippe, die allen asiatischen Nashörnern zu eigen ist. Sie ist aber nicht ganz so deutlich ausgeprägt wie beim Java-Nashorn. Verwendet wird die Lippe zum Abrupfen der Nahrung. Namensgebend ist das einzelne Horn, welches auf der Nase sitzt und eine dunkelgraue bis schwarze Färbung aufweist.

### Schädel und Gebissmerkmale

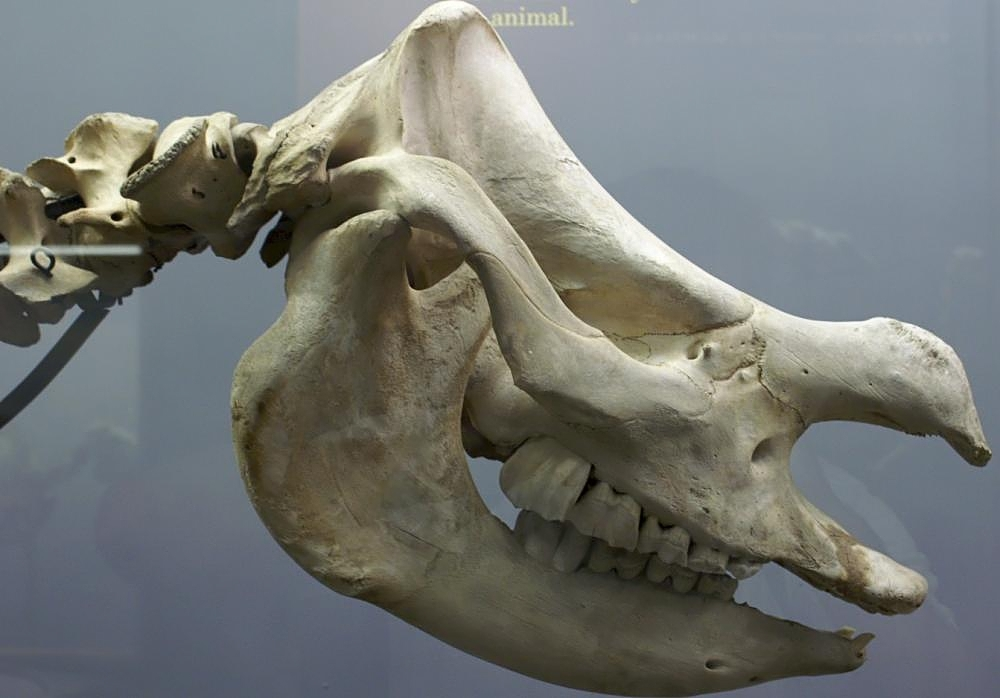
Schädel des Panzernashorns

Der Schädel des Panzernashorns, der zwischen 60 und 65 cm lang wird, ist kurz und breit und besitzt ein deutlich gerundetes Nasenbein, wo auch das Horn ansetzt. Zwischen Nasenbein und Hinterhauptsbein befindet sich ein tiefer Sattel. Das Hinterhauptsbein selbst ist breit und rechtwinklig geformt, besitzt teilweise auch einen leichten stumpfen Winkel. Die sich daraus ergebende hohe Kopfhaltung ist die höchste bei allen rezenten Nashörnern. Die Augenhöhle, die sich oberhalb des vierten Prämolaren befindet, ist weiter als hoch und sehr geräumig.
Das Panzernashorn besitzt im Gebiss eine reduzierte Zahnfolge, da ein Teil der Schneidezähne und der Eckzahn je Kieferbogen fehlen. Dadurch lautet die Zahnformel für ein erwachsenes Tier folgendermaßen: {\displaystyle {\frac {1\cdot 0\cdot 3\cdot 3}{1\cdot 0\cdot 3\cdot 3}}} Manchmal können weitere Schneidezähne, vor allem im Unterkiefer, rudimentär ausgebildet sein und formen dann kleine zapfenförmige Zähne, im Milchgebiss ist auch noch der erste Prämolar vorhanden. Wie beim Java-Nashorn stehen die oberen Schneidezähne senkrecht im Kiefer und sind eher klein und blockartig flach. Die unteren dagegen ragen schräg nach vorn, weisen eine dolchartige Form auf und können bis zu 8 cm lang werden. Die Anordnung der Schneidezähne wird als „Meißel-Stoßzahnanordnung“ bezeichnet. Die Prämolaren und Molaren besitzen einen stark gefalteten Zahnschmelz und sind deutlich hochkroniger als beim Java-Nashorn.

### Horn

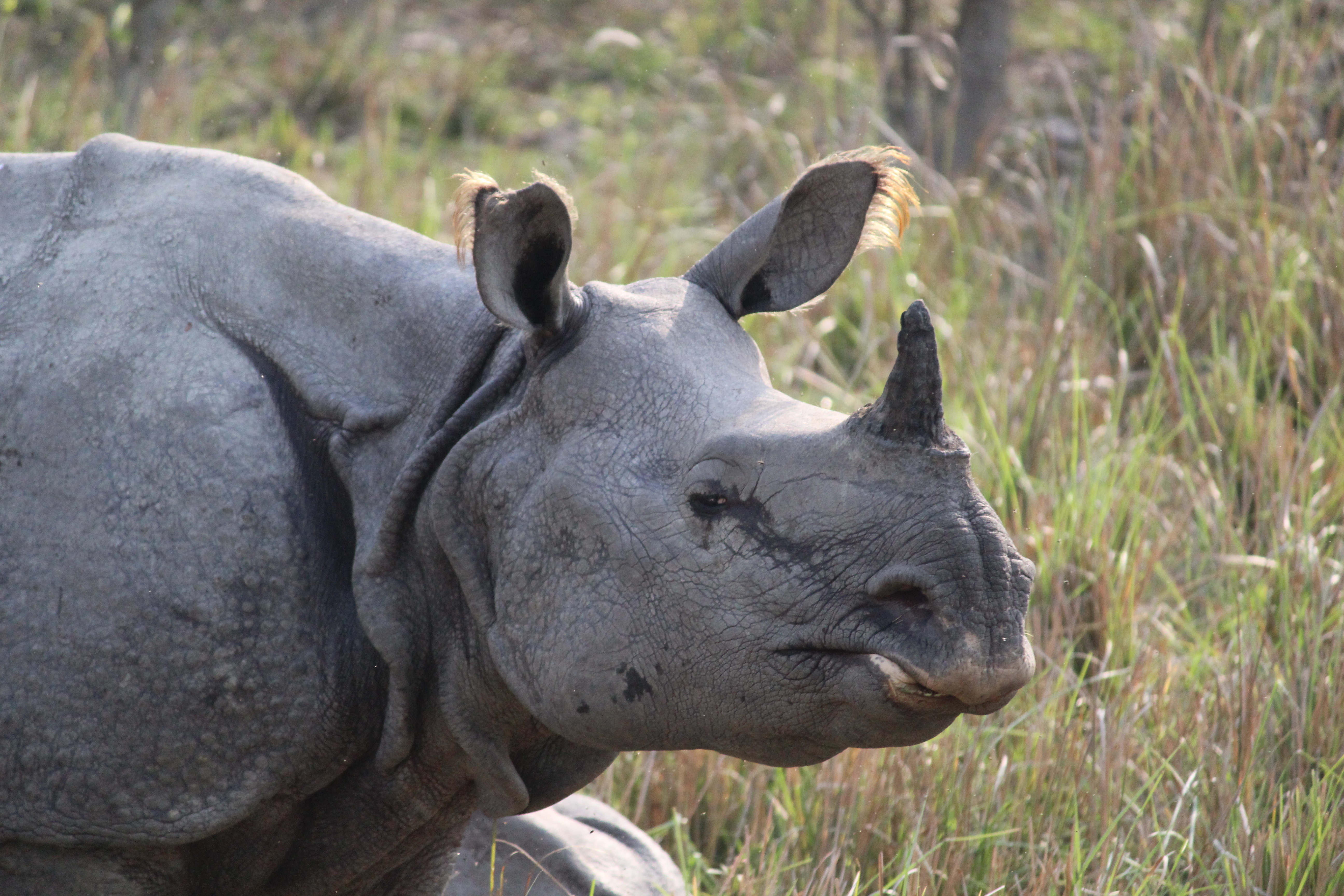
Nahaufnahme des Kopfes mit Horn

Das einzelne Horn des Panzernashorns sitzt auf der Nase und besteht aus Keratin, welches aus tausenden verdichteten, langgezogenen Fäden (sog. Filamente) geformt ist und in der Struktur den Haaren oder Hufen ähnelt. Es wächst während des gesamten Lebens des Tieres, auch wenn Teile des Horns durch traumatische Ereignisse verloren gehen. Überwiegend ist es kegelartig geformt und kann Längen bis zu 60 cm erreichen, wobei in der Regel 20 bis 30 cm lange Hörner überwiegen. An der Basis weist es eine ovale Form mit einer Ausdehnung von ungefähr 19 mal 12 cm auf. Das Gewicht liegt durchschnittlich bei gut 3 kg.
Häufig wird das Horn am Untergrund, an Bäumen oder Steinen gerieben und hierbei stark abgerieben, was vor allem bei Tieren in Gefangenschaft gut studiert werden konnte. Dadurch variiert auch die Form der Hörner zwischen einzelnen Tieren, und an der vorderen Kante über der Schnauze bilden sich charakteristische Abriebspuren. Tiere in freier Wildbahn benutzen ihr Horn mit Ausnahme ritualisierter Fechtkämpfe nicht oder nur selten in aggressiven Handlungen untereinander, sondern setzen es überwiegend bei der Nahrungssuche ein.
Manchmal kommt es zur Ausbildung eines zweiten, allerdings sehr kleinen, Horns auf der Stirn. Bemerkenswert ist das sogenannte „Dürerhörnlein“, benannt nach dem markanten Nackenhorn auf dem Holzschnitt Rhinocerus von Albrecht Dürer. Eine solche Hornbildung wurde schon mehrfach beobachtet und wird vermutlich durch die deutlichen Hautfalten im Nacken begünstigt. Es tritt aber auch bei anderen Nashornarten auf.

### Sinnesleistungen und Lautäußerungen
Das Panzernashorn hat wie alle rezenten Nashörner ein schlechtes Sehvermögen. Die eingeschränkte Sehleistung führt dabei manchmal zu spontanen Angriffen auf Eindringlinge oder bewegliche Objekte. Dafür besitzt das Panzernashorn wie auch andere Nashornarten einen ausgezeichneten Geruchs- und Hörsinn. Die Hauptkommunikation untereinander findet dabei olfaktorisch über die Sekrete statt, die intensiv beschnüffelt werden. Des Weiteren sind mindestens ein Dutzend Lautäußerungen bekannt, die in unterschiedlichen Situationen ausgestoßen werden. Am häufigsten ist ein Schnauben zu vernehmen, es stellt den ersten Kontaktruf zu Artgenossen dar, während ein Blöken oder Röhren bei aggressiven Handlungen verwendet wird. Bullen geben ein Quietschen von sich, wenn sie Interesse an Kühen haben, und einen dem Muh-Laut der Rinder ähnlichen Laut benutzen Kälber gegenüber den Muttertieren, um auf sich aufmerksam zu machen.

## Verbreitung und Lebensraum

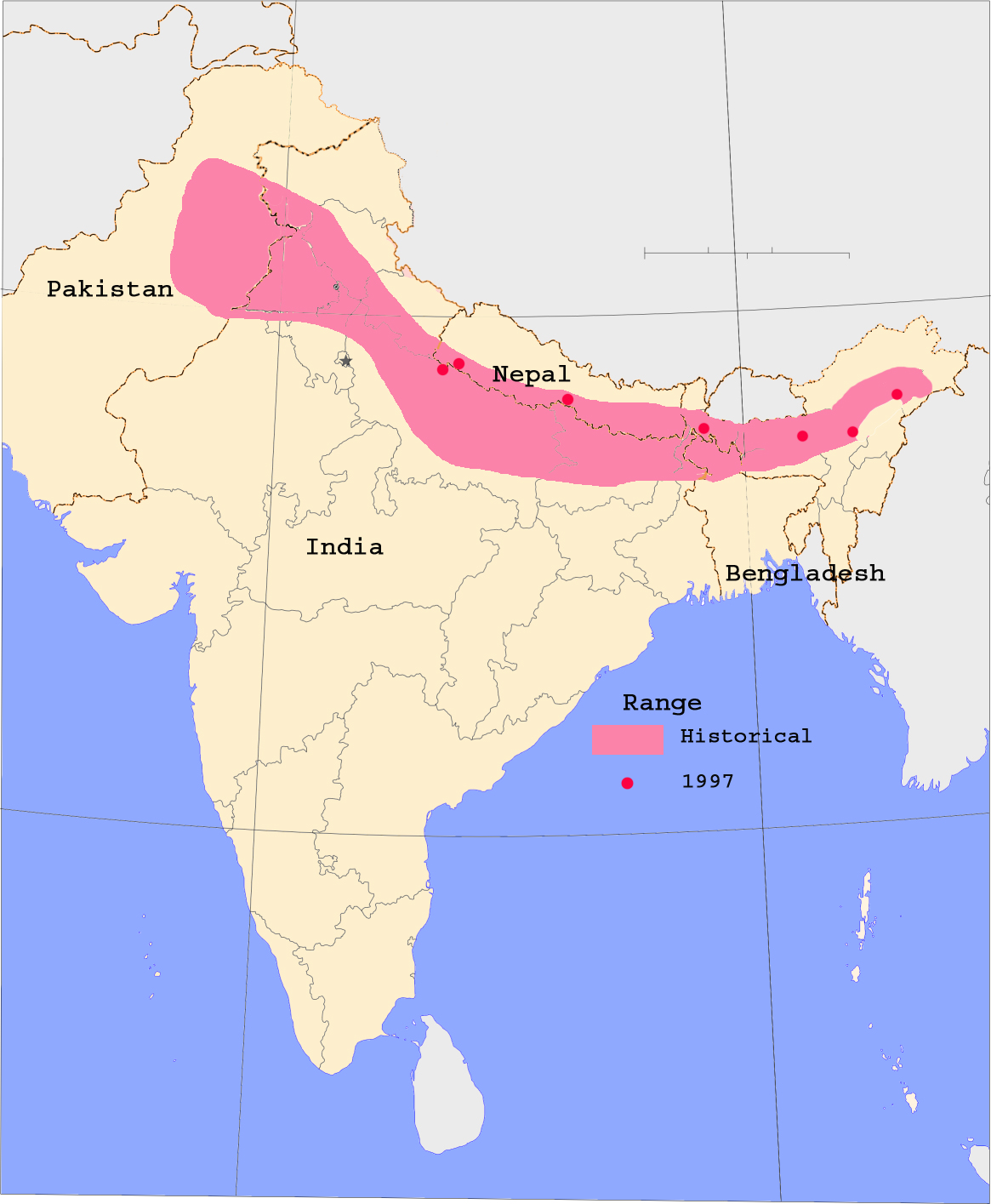
Historisches (rosa) und heutiges (rot) Verbreitungsgebiet des Panzernashorns

Das ursprüngliche Verbreitungsgebiet umfasste den gesamten Norden des Indischen Subkontinents, entlang des Indus in Pakistan über die Flussebenen von Ganges und Brahmaputra in Indien und Bangladesch bis hin zur Grenze zwischen Indien und Burma, einschließlich der südlichen Landesteile von Nepal und Bhutan. Im Norden erreichte es Peschawar an der Grenze von Pakistan zu Afghanistan. Das Panzernashorn bevorzugt offenes Grasland und Sumpflandschaften entlang von Flüssen, die vor allem mit dem 2 bis 5 m hohen Ravennagras durchsetzt sind, in dem sich die Tiere unbemerkt bewegen, aber auch Deckung suchen können. Weiterhin sucht das Panzernashorn auch offene Weideplätze mit niedrigerem Grasbewuchs und ebenfalls kleinere Wälder auf, so dass sein eigentlicher Lebensraum eine eher mosaikartig gestaltete Landschaft verschiedener Vegetationstypen darstellt. Sein heutiger Lebensraum ist überwiegend von dicht besiedelten Gebieten umgeben und entspricht nur noch in wenigen Fällen dem natürlichen Habitat, so dass es auch in Grünland, Feldern und sekundärem Waldbestand anzutreffen ist. Gegenwärtig kommt es nur noch im östlichen Indien in den Bundesstaaten Assam, Westbengalen und Uttar Pradesh und im Tieflandgebiet Nepals vor. Diese beiden mehr oder weniger getrennten Populationen unterscheiden sich aber genetisch sehr deutlich.
Nach Angaben aus dem Jahr 2022 lebten 2613 Tiere und damit gut 65 % der heutigen Gesamtpopulation im indischen Kaziranga-Nationalpark. Bereits im Frühjahr 2011 wurden mehr als 2000 Individuen im Schutzgebiet gezählt, womit sich die dortige Population fast verdoppelt hatte verglichen zum gleichen Zeitraum 2007. Die zweitgrößte indische Population findet sich im Jaldapara Wildlife Sanctuary mit 287 Nashörnern. Darüber hinaus gibt es noch mehrere weitere Schutzgebiete, in denen das Panzernashorn natürlich vorkommt, zusätzlich wurden seit 2008 im Rahmen des Sicherungsprojektes Indian Rhino Vision elf Tiere im Manas-Nationalpark eingeführt, wo das letzte freilebende Panzernashorn 1996 gesichtet wurde. In Nepal lebten nach Zählungen im Jahr 2015 insgesamt 645 Tiere. Bis zum Jahr 2021 erhöhte sich der Bestand auf etwa 752 Tiere, was einen jährlichen Zuwachs von 3 % bedeutet. Sie verteilen sich auf 694 im Chitwan-Nationalpark, 38 im Bardia-Nationalpark, 17 im Suklaphanta-Wildreservat und 3 im Parsa-Wildreservat. Die Populationen im Bardia-Nationalpark und im Suklaphanta-Wildreservat wurden ebenfalls im Rahmen von Umsiedlungsmaßnahmen zur Stabilisierung der Artbestände zu Beginn des 21. Jahrhunderts wieder neu angesiedelt.

## Lebensweise

### Territorialverhalten

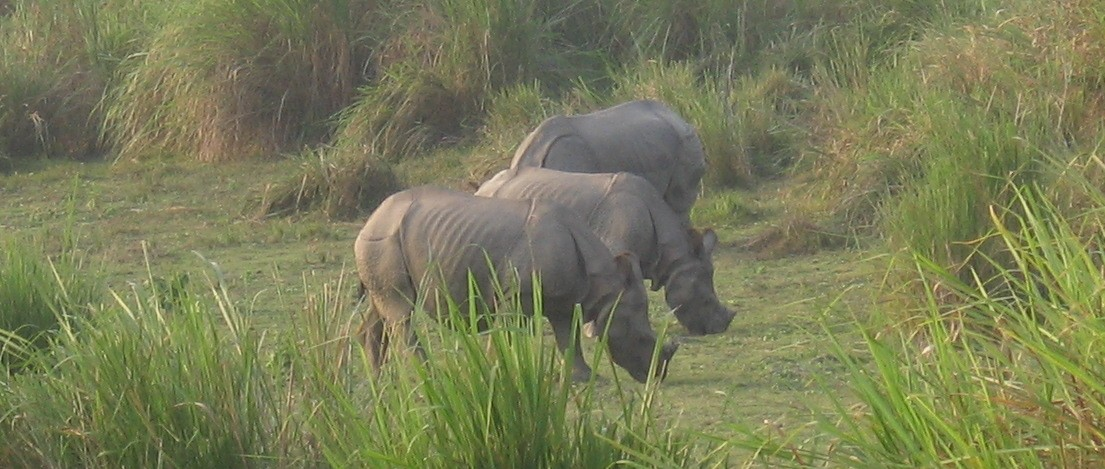
Panzernashörner im Kaziranga-Nationalpark

Das Panzernashorn ist ein überwiegend nacht- bis dämmerungsaktiver Einzelgänger, Bullen und Kühe kommen in der Regel nur zur Paarungszeit zueinander. Die Tiere unterhalten Eigenbezirke, die aber an den Grenzen einander überlappen können. Die Größe dieser Territorien schwankt zwischen 2 und 8 km², die Ausdehnung und Grenzverläufe eines einzelnen Reviers können aber je nach Nahrungsangebot über das Jahr verteilt variieren. Die Tiere gehen sich meistens aus dem Wege; nur selten kommt es zu Kämpfen. Dies geschieht vor allem dann, wenn dominante Bullen auf Jungbullen oder Alttiere treffen. Dabei wird das Horn nur in Form von Fechtaktionen eingesetzt, zur Schwächung des gegnerischen Tiers dienen eher die scharfen spitzen Schneidezähne des Unterkiefers. Diese können gefährliche Wunden reißen, die das verletzte Tier zwar nicht gleich töten, aber manchmal aufgrund von nachfolgenden Infektionen zum Ableben führen können.
Markiert werden die Territorien durch gezieltes Spritzen von Urin auf Büsche und Sträucher. Die begangenen Pfade können teilweise auch mit Ausscheidungen aus den Duftdrüsen an den Füßen gekennzeichnet werden. Im Gegensatz zu den meisten anderen Nashornarten dient der Dung nur selten als Zeichen für ein Territorium. Deshalb wird das Scharren mit den Hufen im Abfallhaufen zum Verteilen dessen auf umliegende Pflanzen oder Steine wesentlich seltener beobachtet. Vielmehr benutzen mehrere Tiere eine Abfallstelle und erzeugen so große Kothaufen, die mitunter mehrere Meter hoch werden können und zur innerartlichen Kommunikation verwendet werden. Manchmal trägt ein Panzernashorn aber den Dung mit seinen Hufen zu seinen Pfaden und verteilt ihn dort.

### Ernährungsweise

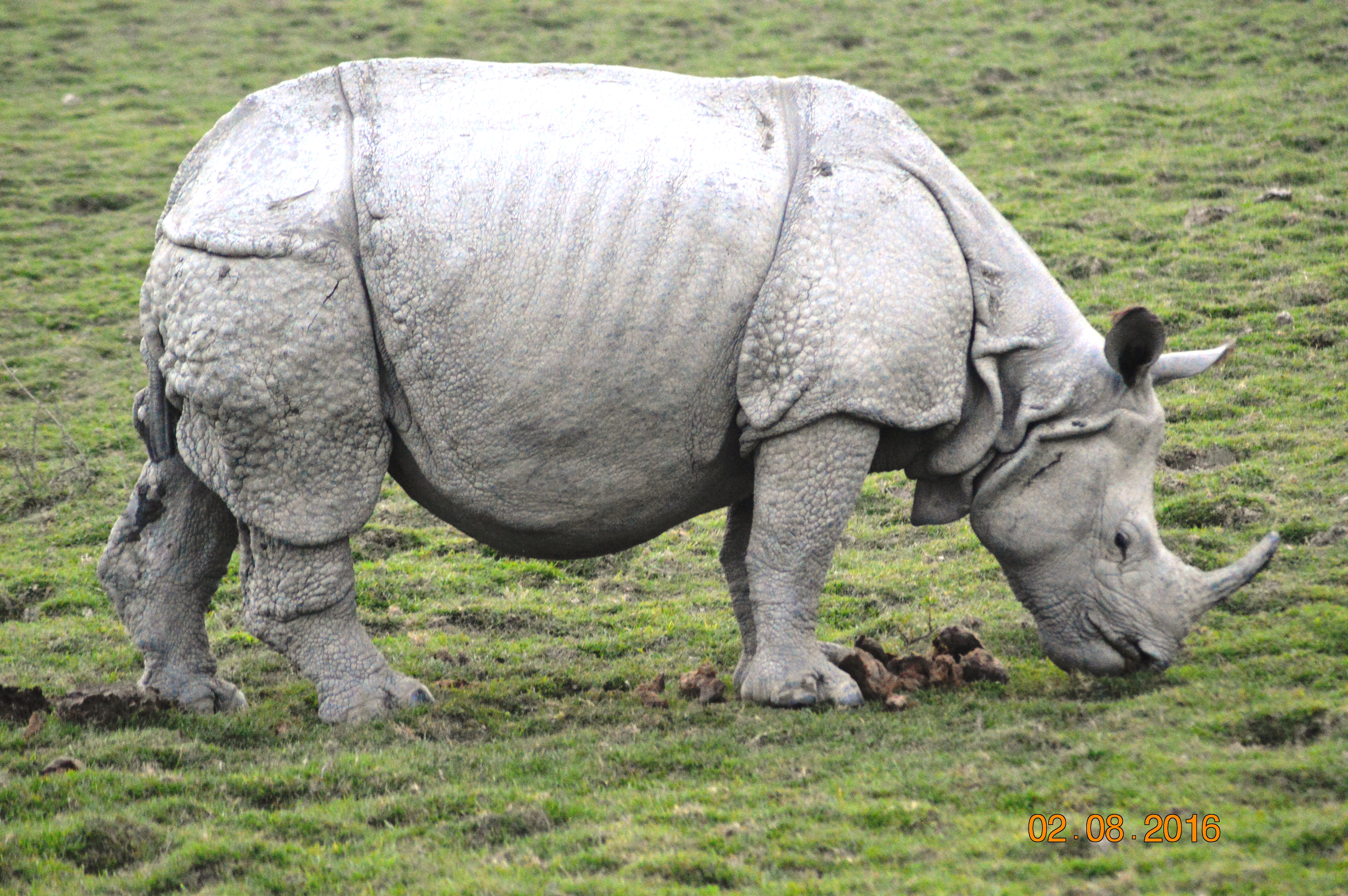
Panzernashorn im Kaziranga-Nationalpark bei der Nahrungsaufnahme

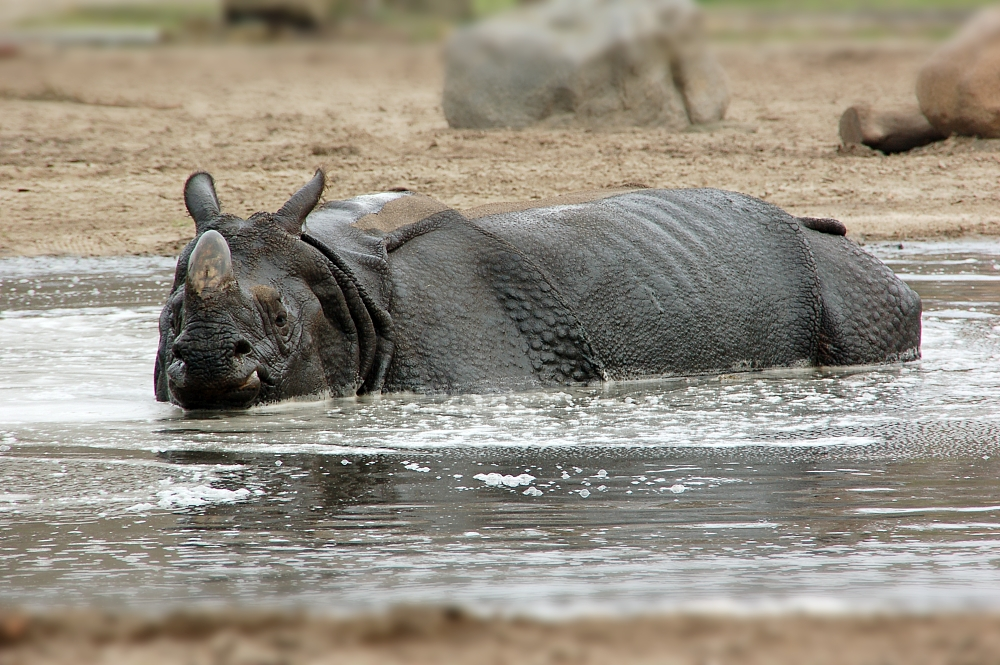
Schwimmendes Panzernashorn.

Das Panzernashorn braucht bis zu 150 kg Nahrung am Tag und ernährt sich sowohl von Gräsern (grazing) als auch weicher Pflanzennahrung (browsing), wie Blätter, Zweige, Äste, Rinde und Früchte. Insgesamt sind über 180 Pflanzenarten bekannt, die vom Panzernashorn verzehrt werden. Die unterschiedlichen Ernährungsstrategien sind aber weitgehend jahreszeitlich getrennt. In Trockenzeiten frisst es überwiegend Gras, was bis zu 80 % seiner gesamten Nahrung ausmacht. Diese weidet das Tier am Boden mit gesenktem Kopf und benutzt dazu seine spitze Oberlippe. Bevorzugt werden dann vor allem Süßgräser, z. B. Saccharum spontaneum, Narenga porphyrocoma und Cynodon dactylon. Während der Trockenzeiten werden aber auch Zweige nicht verschmäht. Zu den Monsunzeiten verzehrt das Panzernashorn häufig Blätter und Früchte. Hier gehören vor allem Bambus und Feigen dazu, wobei das Tier mit erhobenem Kopf und unter Zuhilfenahme der Schneidezähne die Nahrung aufnimmt.
Im Gegensatz zu den anderen rezenten Nashornarten ist das Panzernashorn ein sehr guter Schwimmer und verbringt längere Zeit im Wasser, häufig vor allem während der Monsunzeit. Dabei scheut es auch tiefes Wasser nicht und vermag unter Wasser zu grasen, wobei die Pflanzen erst über Wasser zerkaut werden. Dadurch gehören Wasserpflanzen wie Hydrilla, Vallisneria und Pistia ebenfalls zu seinem Nahrungsspektrum. Ausgedehnte Schwimmausflüge werden meist während des Tages durchgeführt.
Des Weiteren gehören Salz- und Bodenlecken zu einem wichtigen Bestandteil der Ernährungsweise. Zusätzlich sind Schlammlöcher wichtig für das Wohlbefinden der Tiere, in denen sie einen Großteil der Tageszeit – bis zu 60 % – verbringen und sich dort ausgiebig suhlen und wälzen. Die Schlammbäder dienen einerseits der Thermoregulierung des Körpers, andererseits auch zur Entfernung von Parasiten. Dabei kann es in Trockenzeiten oder in Gebieten mit hoher Populationsdichte wie im Kaziranga-Nationalpark zu Engpässen kommen, so dass mehrere Panzernashörner sich an einem Platz treffen. So wurden schon bis zu zehn Individuen an einer Stelle beobachtet. Diese Begegnungen sind aber nur temporär und verlaufen in der Regel friedlich.

### Fortpflanzung

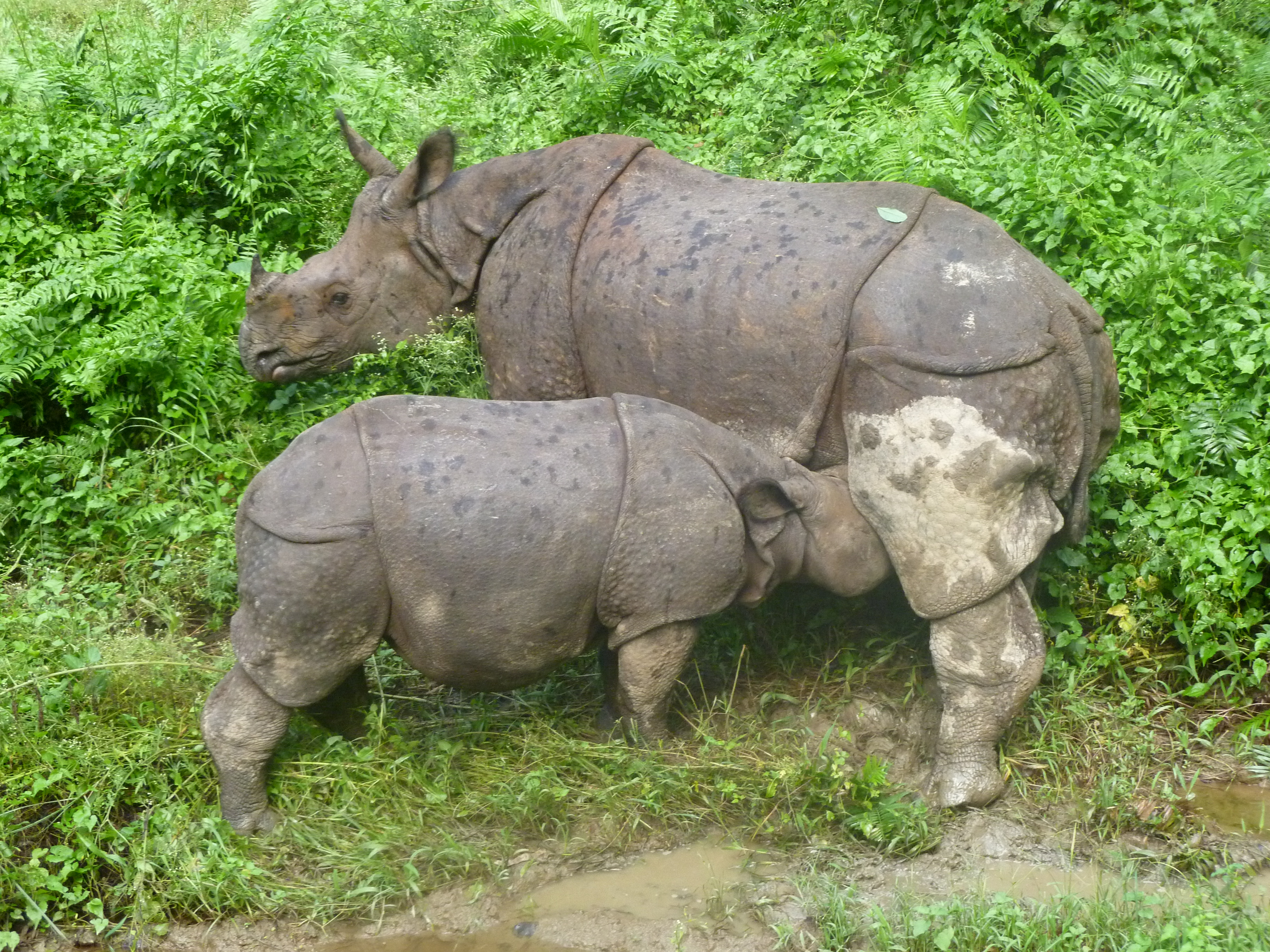
Panzernashorn mit Nachwuchs im Chitwan-Nationalpark in Nepal

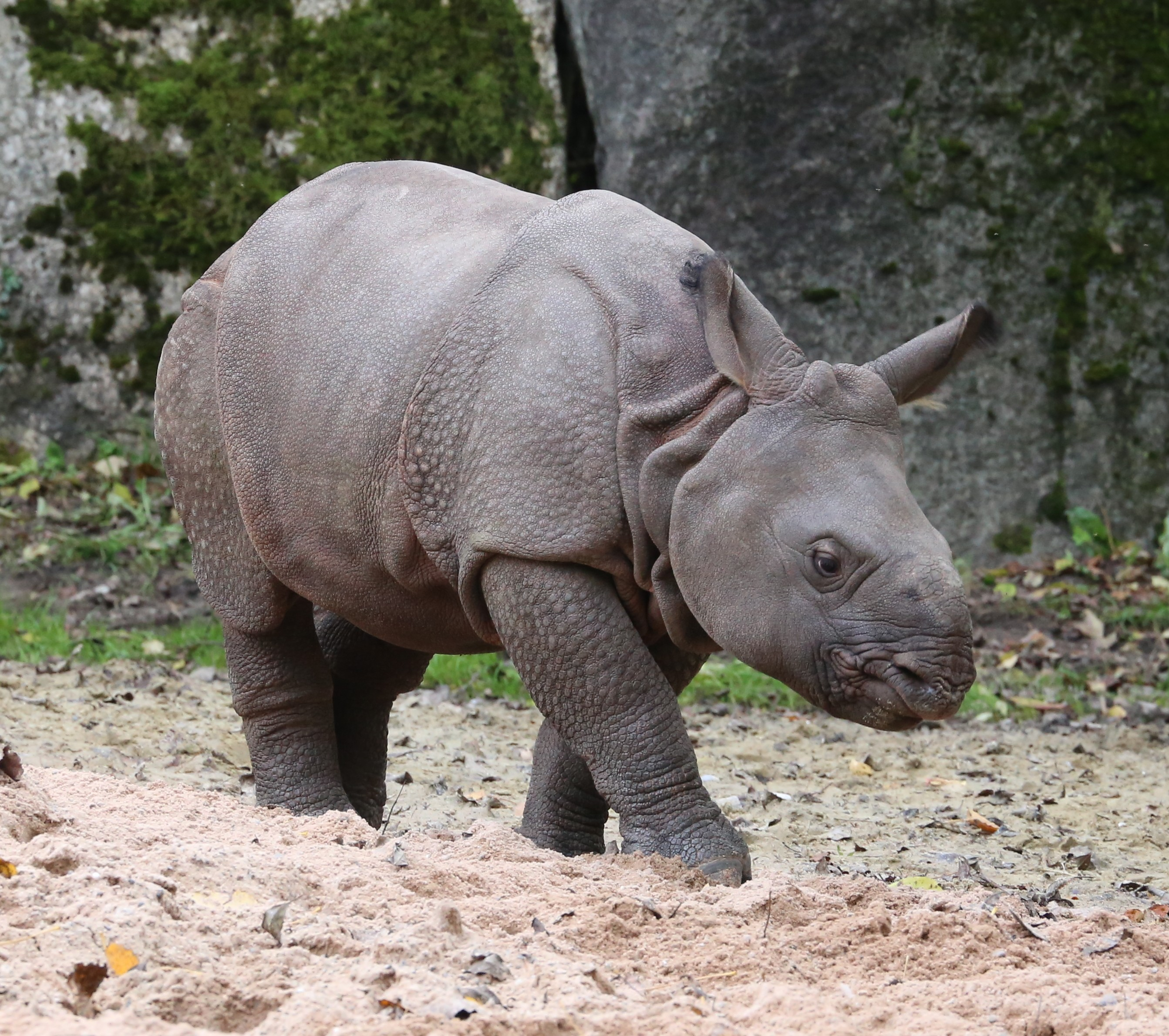
Jungtier ohne Horn im Zoo Hellabrunn (München)

Weibliche Tiere erreichen mit 5 bis 7 Jahren die Geschlechtsreife, männliche mit 8 bis 10. Die Tiere sind ganzjährig paarungsbereit, bei Kühen kommt es alle 27 bis 42 Tage zur Brunft. Anzeichen dafür sind verminderte Nahrungsaufnahme, Ruhelosigkeit, häufiges Urinieren oder rhythmische Rufe. Außerdem schwillt die Vulva deutlich an und färbt sich rötlich bis purpur. In den Zeiten der Brunft sind vor allem Bullen untereinander sehr aggressiv, und es kommt häufig zu gefährlichen Beißduellen. Will sich ein Bulle mit einer Kuh paaren, macht er sie über Berührungen, Lecken oder Verfolgungsjagden auf sich aufmerksam. Der Paarungsakt beginnt mit einem mehrmaligen Aufsitzen des Bullen auf der Kuh und kann bis zu zwei Stunden dauern. Dabei kommt es häufig zum ritualisierten Harnlassen beider Tiere. Nach dem Ende der Paarung trennen sich die Tiere wieder.
Die Tragzeit beträgt etwa 16 Monate und variiert zwischen 465 und 490 Tage, anschließend kommt ein einziges Kalb zur Welt. Dieses ist bei der Geburt bereits 60 bis 75 kg schwer und kann nach 30 Minuten stehen. In der Regel werden mehr männliche als weibliche Kälber geboren. Das Kalb wird rund anderthalb Jahre gesäugt, wobei es in der Anfangszeit knapp 30 l Milch trinkt und täglich zwischen 1 und 2 kg an Gewicht zunimmt. Noch während der Saugphase beginnt das Kalb aber vom dritten bis fünften Monat an, pflanzliche Nahrung zu sich zu nehmen. Nach der Säugephase kehren manchmal die vertriebenen älteren Kälber zurück, so dass sich Gruppen von drei bis vier Tieren bilden können. Insgesamt verbleibt das Kalb drei Jahre bei der Mutter, ehe es vor der Geburt eines weiteren Kalbes endgültig vertrieben wird. Kühe mit neugeborenen Kälbern zeigen sich besonders aggressiv gegenüber Eindringlingen ihrer Art, aber auch gegenüber anderen großen Tieren und Menschen.
Die Lebenserwartung des Panzernashorns beträgt in freier Wildbahn rund 40 Jahre. Bei in Gefangenschaft lebenden Tieren wurde bisher ein Rekordalter von 47 Jahren registriert, liegt aber ansonsten nicht weit über dem der ältesten freilebenden Artgenossen.

### Interaktion mit anderen Tierarten
Ausgewachsene Tiere haben keine natürlichen Feinde. Kälber werden jedoch Opfer von Tigern, die sie bei Unachtsamkeit des Muttertieres reißen. Dabei kann teilweise eine beträchtliche Anzahl von Jungtieren sterben. Allein im Kaziranga-Nationalpark wurden zwischen 1985 und 2000 mehr als 200 derartig getötete Individuen registriert. Wie bei den afrikanischen Nashornarten besteht beim Panzernashorn eine enge ökologische Gemeinschaft mit dem – in diesem Fall Asiatischen – Elefanten, wobei es selten zu aggressivem Verhalten gegenüber der anderen Tierart kommt. Die Beziehung zeigt sich vor allem darin, dass die Elefanten durch ihre Lebensstrategie Landschaften häufig offen halten oder auch in die Waldfront einbrechen und so offene Gebiete schaffen, die später auch vom Panzernashorn genutzt werden können. Eine lockere Beziehung gibt es auch zu den koexistierenden Wildrinderarten, dem Wasserbüffel und dem Gaur. Des Weiteren duldet das Panzernashorn die Anwesenheit von Kuhreihern, Hirtenstaren und Schwarzen Drongos auf seinem Rücken, die Parasiten aus der Haut herauspicken. Die Vögel scheinen aber im Gegensatz zu jenen bei den afrikanischen Nashörnern keine Alarmfunktion bei aufziehender Gefahr zu haben.
Panzernashörner werden in Gefangenschaft sehr zahm und entwickeln dabei einen festen Bezug zu ihren jeweiligen Pflegern.

### Parasiten
Wie auch die anderen Nashornarten wird das Panzernashorn häufig von Parasiten befallen, diese sind aber bisher wenig untersucht. Äußere Parasiten sind vor allem Blutegel, Buntzecken (Dermacentor) und Bremsen (vor allem der Gattung Tabunas). Zu den Endoparasiten zählen hauptsächlich Fadenwürmer der Gattung Decrusia und verschiedene Formen der Wimperntierchen, überwiegend aus der Familie der Cycloposthiidae.

## Systematik
Zusammen mit seinem nächsten Verwandten, dem Java-Nashorn, gehört das Panzernashorn zur Gattung Rhinoceros, welche durch ein einzelnes Horn auf der Nase charakterisiert ist. Innerhalb der Gattung Rhinoceros stellt das Panzernashorn aufgrund der Zahnmorphologie die etwas modernere Form dar. Die stammesgeschichtlichen Linien von Panzer- und Java-Nashorn trennten sich molekulargenetischen Untersuchungen zufolge bereits vor etwa 11,7 Millionen Jahren. Weiterhin sind beide Nashornarten Teil der Untertribus Rhinocerotina. Die zu den Rhinocerotina nächstverwandte Gruppe sind die Dicerorhinina, zu denen das Sumatra-Nashorn (Dicerorhinus sumatrensis) als einzige überlebende Art gehört. Die Auftrennung dieser beiden Gruppen erfolgte vor etwa 26 Millionen Jahren. Es liegen aber für die einzelnen Diversifizierungszeiträume auch deutlich jüngere Daten vor. So trennten sich die Rhinocerotina und Dicerorhinina erst vor gut 14,8 Millionen Jahren, während sich erstere vor 4,3 Millionen Jahren aufspalteten.
Rezente Unterarten des Panzernashorns wurden nicht beschrieben. Genetische Untersuchungen anhand der mitochondrialen DNA, die an 86 Individuen – davon 50 aus Assam, 32 aus Nepal und vier Hybriden – erfolgten, erbrachten zehn unterschiedliche Haplotypen. Von diesen treten vier in Assam und sechs in Nepal auf. Weiterhin zeigt sich eine starke genetische Differenzierung aufgrund sich zwischen den beiden Populationen nicht überlappender Allele, die auf die lange Trennung dieser beiden Nashorngruppen zurückzuführen sind. Allerdings zeigt sich die nepalesische Population deutlich geschlossener als jene von Assam, welche eine hohe Variationsbreite besitzt. Wahrscheinlich geht die Population in Nepal auf eine Gründergruppe aus Assam zurück, die das Gebiet nach dem Pleistozän besiedelte. Die hohe Variation der Assam-Gruppe kann aber nicht als ein Resultat der heutigen Populationszunahme angesehen werden, da die gegenwärtigen Panzernashörner Assams auf eine nur wenige Dutzend Exemplare umfassende Gruppe zurückgehen, die Anfang des 20. Jahrhunderts die Überjagung der Bestände überlebt hatte. Wissenschaftler gehen daher davon aus, dass es schon vorher in historischer oder prähistorischer Zeit zu einem Zusammenbruch der Population in Assam gekommen sein muss, den sie auf 800 bis 4.200 Jahre zurückdatieren.
Das Panzernashorn war das erste asiatische Nashorn, das in Europa am Anfang des 16. Jahrhunderts bekannt und mehrfach beschrieben wurde. Die wissenschaftliche Erstbeschreibung erfolgte von Linnaeus 1758, wobei kein Holotyp vorliegt und die Beschreibung auf älteren Erwähnungen in der Literatur basiert. Mehrere weitere Namen wurden später für die Tierart genutzt:
- Rhinoceros unicornis Linnaeus, 1758
- Rhinoceros rugosus Blumenbach, 1779
- Rhinoceros asiaticus Blumenbach, 1797
- Rhinoceros indicus Cuvier, 1816
- Rhinoceros stenocephalus Gray, 1868
- Rhinoceros jamrachi Jamrach, 1875
- Rhinoceros unicornis var. sinensis Laufer, 1914
- Rhinoceros unicornis bengalensis Kourist, 1970

## Stammesgeschichte
Die Gattung Rhinoceros ist seit dem oberen Pliozän vor rund 3,3 Millionen Jahren nachgewiesen und ging vermutlich aus dem im Miozän lebenden Gaindatherium oder dem Punjabitherium hervor. Ein wahrscheinlicher Vorgänger des Panzernashorns war Rhinoceros sivalensis aus dem Übergang vom Pliozän zum Pleistozän. Das Panzernashorn selbst tritt erstmals im Mittelpleistozän in Erscheinung und wird in seiner frühen Form als Rhinoceros unicornis fossilis bezeichnet. Es ist an zahlreichen Fundstellen des Indischen Subkontinentes nachgewiesen, so u. a. aus den Ablagerungen des Flusses Narmada, wo auch bedeutende frühmenschliche Fossilien entdeckt wurden.
Das ursprüngliche Verbreitungsgebiet muss dabei wesentlich größer gewesen sein. So ist es als Unterart Rhinoceros unicornis kendengindicus im frühen Mittelpleistozän in der Kedung Brubus-Fauna auf Java (Indonesien) zusammen mit dem Java-Nashorn (Rhinoceros sondaicus) überliefert, tritt hier später aber nicht mehr auf. Dagegen ist es in Südostasien u. a. mit Funden aus der Ma U'Oi- und der Duoi U'Oi-Höhle (beide Vietnam) sowohl im Mittel- als auch im Spätpleistozän belegt, ebenfalls im gemeinsamen Auftreten mit dem Java-Nashorn.
Noch im mittleren Holozän war die Art weit über den Indischen Subkontinent bis nach Pakistan verbreitet. Funde von verschiedenen Fundstellen aus der Zeit der Indus-Kultur (ca. 2600 bis 1900 v. Chr.) zeigen, dass die Tiere damals durchschnittlich größer waren als heutige Vertreter. Erst die massenhafte Tötung der Tiere hauptsächlich in der europäischen Kolonialzeit drängte das Panzernashorn auf die heutigen Restgebiete zurück.

## Bedrohung und Schutz

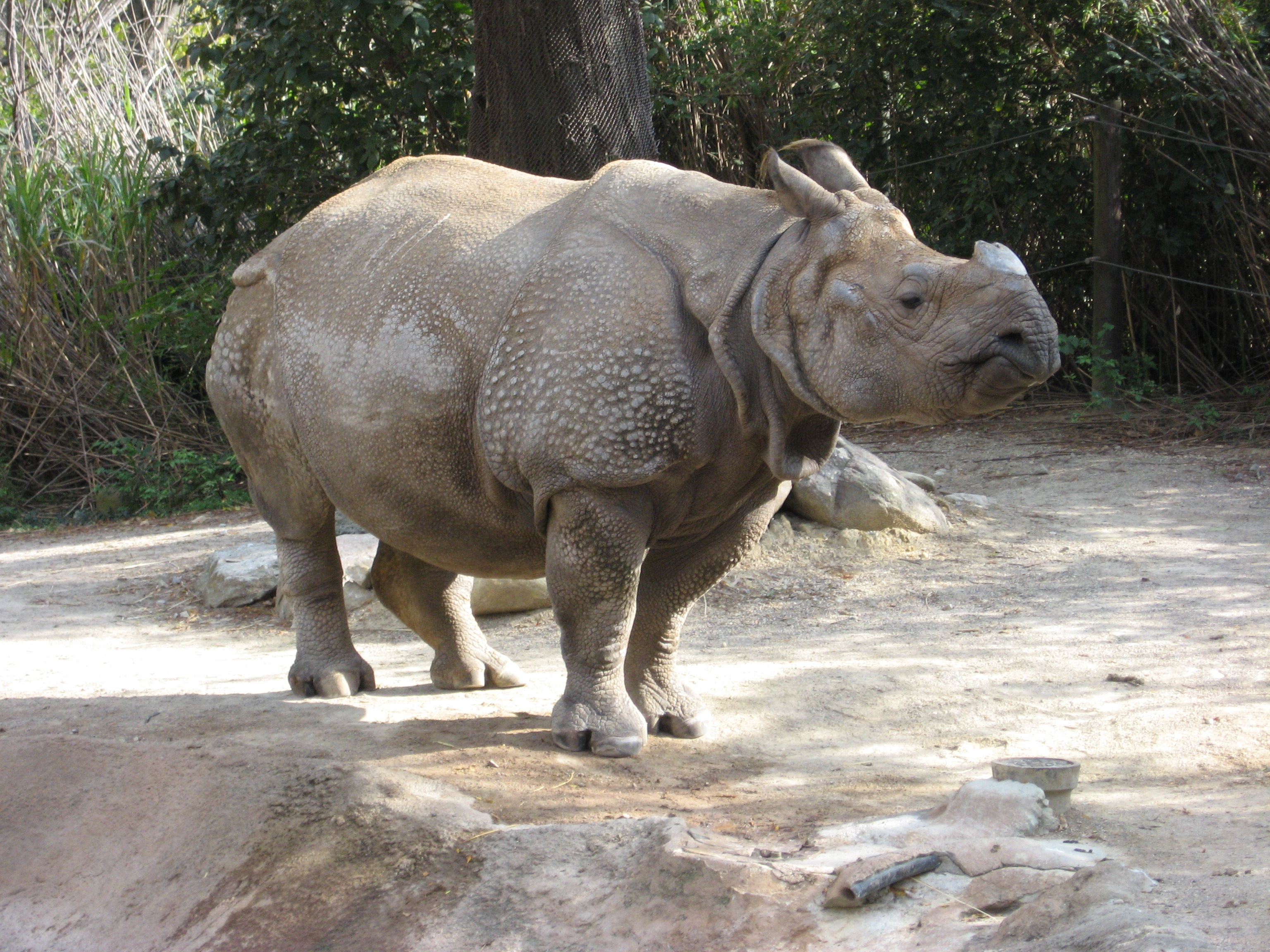
Panzernashorn im Zoo von Cincinnati

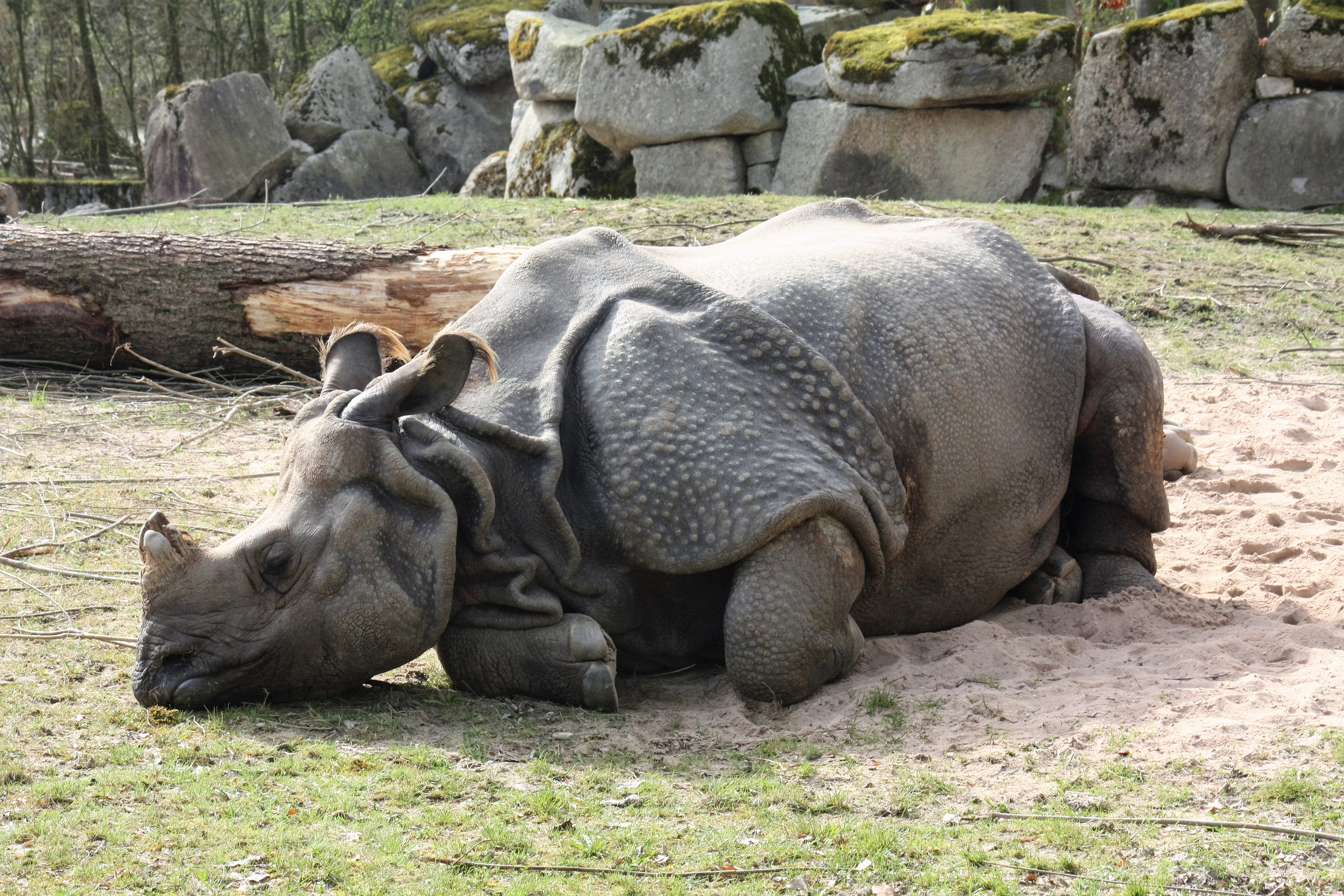
Panzernashorn im Zoo Hellabrunn (München)

Bis ins 17. Jahrhundert war das Panzernashorn in den Regionen, die heute zu Pakistan und Indien gehören, noch allgegenwärtig. Anschließend wurde es vor allem durch die Trockenlegung von Sümpfen zur Gewinnung landwirtschaftlich nutzbarer Flächen immer weiter nach Osten zurückgedrängt, bis sich die Nashörner an die Südhänge des Himalaya und entlegene Nebenarme des Ganges zurückgezogen hatten.
Im 19. Jahrhundert wurde Jagdtourismus nicht nur bei Europäern sehr populär. Panzernashörner wurden schonungslos und anhaltend gejagt. Zu Beginn des 20. Jahrhunderts gab es weniger als 200 Panzernashörner, so dass sie kurz vor der Ausrottung standen. Zudem setzte die indische Kolonialregierung eine Abschussprämie für jedes getötete Panzernashorn aus, da die Tiere angeblich die Tee-Plantagen zerstörten. Erst 1910 wurde die Jagd auf das Panzernashorn verboten und die Art unter Schutz gestellt. Gebiete zum Schutz der Nashornart wurden wesentlich später eingerichtet, wie 1908/1916 der spätere Kaziranga-Nationalpark in Indien und 1973 der Chitwan-Nationalpark in Nepal.
Bis heute ist Wilderei ein großes Problem, da das Horn des Panzernashorns in Ostasien in der Traditionellen Chinesischen Medizin verwendet wird. Ein nach China eingeschmuggeltes Horn kann Wilderern bis zu hunderttausend Dollar einbringen. Mit der Aufstockung der Parkranger haben Indien und Nepal in jüngerer Zeit versucht, dieses Problem in den Griff zu bekommen.
Es gibt heute zwar wieder mehr als 4000 Panzernashörner, aber nach wie vor wird die Art von der IUCN als „gefährdet“ (vulnerable) geführt. Zur Erhaltung der Art wurde 2005 in Indien das Projekt Indian Rhino Vision 2020 (IRV2020) unter der Schirmherrschaft des WWF und der International Rhino Foundation (IRF) gestartet, welches vorsieht, neue Populationen in Gebieten zu etablieren, um so das Verbreitungsgebiet des Panzernashorns sukzessive zu erweitern und die Gesamtpopulation weiter zu festigen. Dafür werden jährlich Tiere aus stabilen Beständen eingefangen und in anderen Schutzgebieten angesiedelt.
Darüber hinaus bemühen sich weltweit wissenschaftlich geleitete Zoologische Gärten um den Fortbestand durch Erhaltungszucht. Im Rahmen des Europäischen Erhaltungszuchtprogramms (EEP) des Europäischen Zooverbands EAZA werden das Internationale Zuchtbuch und das EEP-Zuchtbuch seit 1967 im Zoologischen Garten Basel geführt. Dort brachten der Bulle Gadadhar (importiert 1951) und das Weibchen Joymothi (importiert 1952) 1956 das weltweit erste in einem Zoo geborene Panzernashornkalb Rudra zur Welt. Bis heute wurden in Basel 35 Panzernashörner geboren. Ende Dezember 2010 lebten weltweit 188 Panzernashörner in 69 Institutionen in Nordamerika, Europa, Asien und Australien.

## Das Panzernashorn in Kultur und Kunst

### Asien
Auf dem Indischen Subkontinent gehörte das Panzernashorn seit langem zur kulturellen Tradition und war ein begehrtes Jagdtier. Möglicherweise zu den ältesten Abbildungen dieser Tierart gehören Felszeichnungen am Marodeo-Felsen nahe Pachmarhi im indischen Bundesstaat Madhya Pradesh, die dem dortigen Mesolithikum zuzuordnen sind. Vor allem in der kupfer- bis bronzezeitlichen Indus-Kultur wurde das Panzernashorn häufig dargestellt. Es ist hauptsächlich von Siegeln aus Harappa und Mohenjo-Daro (beide Pakistan) bekannt, die aber infolge von Handel bis nach Mesopotamien (z. B. Tell Asmar, Irak) verbreitet wurden. Ab der vedischen Zeit wird das Panzernashorn dann nur noch selten dargestellt, findet aber als ŗśya im Mahabharata-Epos Eingang und ist Teil der mythischen Figur Ŗṣyaśŗṅga, dessen Attribut ein einzelnes Horn ist. Diese Figur wird auch in späteren buddhistischen Texten als Ekaśŗṅga erwähnt. Des Weiteren stammen aus dieser Zeit symbolische Zangen, die aus Hörnern des Panzernashorns hergestellt wurden und als symbolische Zeichen auch Einzug in die Tempelarchitektur fanden, während abstrahierte, meist S-förmig gekrümmte Hornzeichen als Siegelstempel dienten. Erst später finden sich wieder mehr oder weniger vollständige Abbildungen des Tieres, so als Felsrelief am Rag-i-Bibi bei Shamarq (Provinz Baglan, Afghanistan) aus der Zeit der Sassaniden. Auch in späteren buddhistischen Tempelanlagen finden Nashornfiguren als Zierelement gelegentlich Verwendung.

### Europa

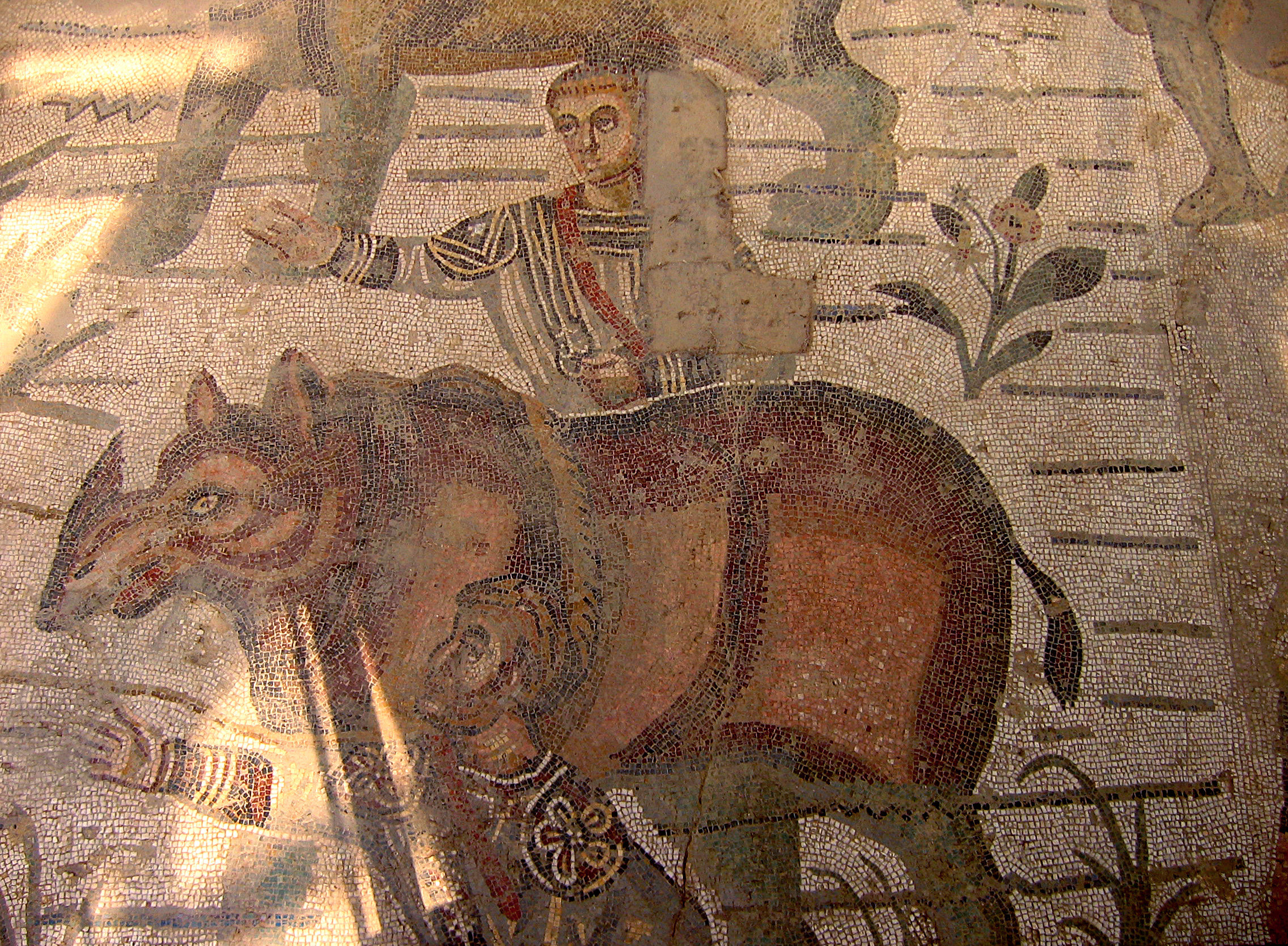
Römisches Mosaik aus der Villa del Casale, Sizilien mit Darstellung eines Panzernashorns, um 210 n. Chr.

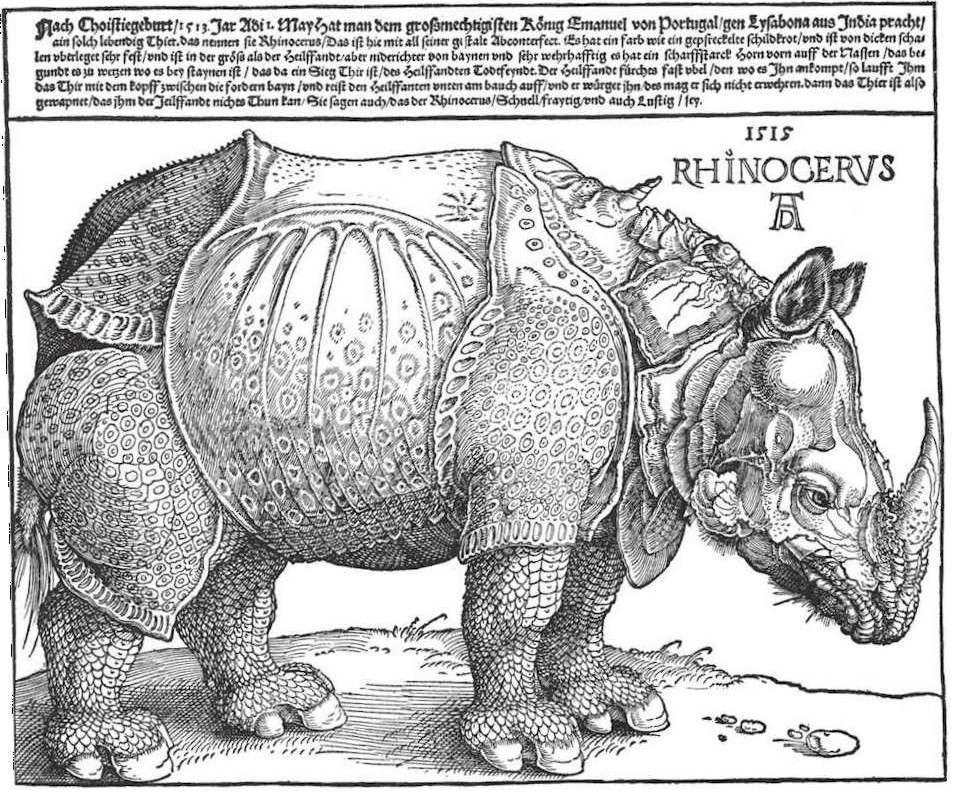
Rhinocerus von Albrecht Dürer.

Möglicherweise war das Panzernashorn schon im alten Griechenland bekannt. Der erste Vertreter dieser Art, der nachweislich europäischen Boden betrat, war ein Tier, welches eine indische Gesandtschaft aus Gujarat um 20 oder 19 v. Chr. nach Antiochia am Orontes in der heutigen Türkei neben zahlreichen anderen Tierarten mitbrachte und worüber Strabon in mehreren Briefen berichtete. Das Panzernashorn, das den Berichten zufolge damals noch sehr jung war und wohl vor Reisebeginn frisch eingefangen worden war, wurde von der Gesandtschaft Kaiser Augustus geschenkt, der es laut Sueton im Jahr 11. v. Chr. der Öffentlichkeit vorstellte, bei der ebenfalls Strabon zugegen war. Das gleiche Tier bestritt im Jahr 8 n. Chr. einen Kampf gegen einen Elefanten. Darstellungen des Nashorns finden sich auf dem Artemidor-Papyrus, welches zur Sammlung des antiken Geographen Artemidor von Ephesos gehörte. Die Zeichnungen wurden allerdings erst nach seinem Tod im ersten Jahrhundert unserer Zeit angefertigt. Weitere Abbildungen und Darstellungen aus späterer Zeit im Römischen Reich gehen möglicherweise auch auf dieses Tier zurück, da es dann nur noch wenige Importe exotischer Tiere aus Südasien gab. Bedeutend ist in dem Zusammenhang die Darstellung eines jungen Panzernashorns im Beisein von Wärtern im großen Jagdmosaik der Villa Romana del Casale in Piazza Armerina auf Sizilien aus dem Jahr 210 n. Chr.
Ein weiteres Panzernashorn ist eventuell im Jahr 80 n. Chr. in Rom gezeigt worden. Das Wissen um diese Nashornart ging dann im 3. Jahrhundert weitgehend verloren. Erst 1.500 Jahre später, zu Beginn des 16. Jahrhunderts, wurde im Europa der frühen Neuzeit das Panzernashorn wieder bekannt. Zu den bedeutendsten und damals auch Aufmerksamkeit erregenden Vertretern, die europäischen Boden betraten, gehören folgende:
- Bei Albrecht Dürers 1515 entstandenem Holzschnitt Rhinocerus handelt es sich um eine Abbildung des Panzernashorns, welches die Expedition von Afonso de Albuquerque 1515 von einer Indienfahrt nach Lissabon mitbrachte. Mutmaßungen zufolge hat Albrecht Dürer das Tier zwar nicht selbst gesehen, doch fertigte er neben dem Holzschnitt im selben Jahr auch eine fast identische Zeichnung an. Beide Kunstwerke zeichnen sich durch eine starke, teils martialisch wirkende Übertreibung aus. Sie wurden vielfach kopiert und abgedruckt, selbst Porzellanfiguren wie jene zwischen 1731 und 1734 gefertigten aus der Porzellanmanufaktur Meißen entstanden nach den Vorbildern. Einen weiteren Holzschnitt des gleichen Tieres fertigte im selben Jahr Hans Burgkmair an. Dieses unterscheidet sich aber deutlich von Dürers Werk durch das Fehlen des Nackenhorns und einer stärkeren Behaarung. Das Panzernashorn selbst verblieb nur kurze Zeit in Lissabon, wo es unter anderem in einer Arena gegen einen Asiatischen Elefanten kämpfen musste, und wurde Anfang 1516 als Geschenk an Papst Leo X. nach Rom verschifft. Das Schiff allerdings sank während eines Sturms vor der Küste Italiens nahe Porto Venere. Der Kadaver des Nashorns konnte später geborgen werden.[46][47]

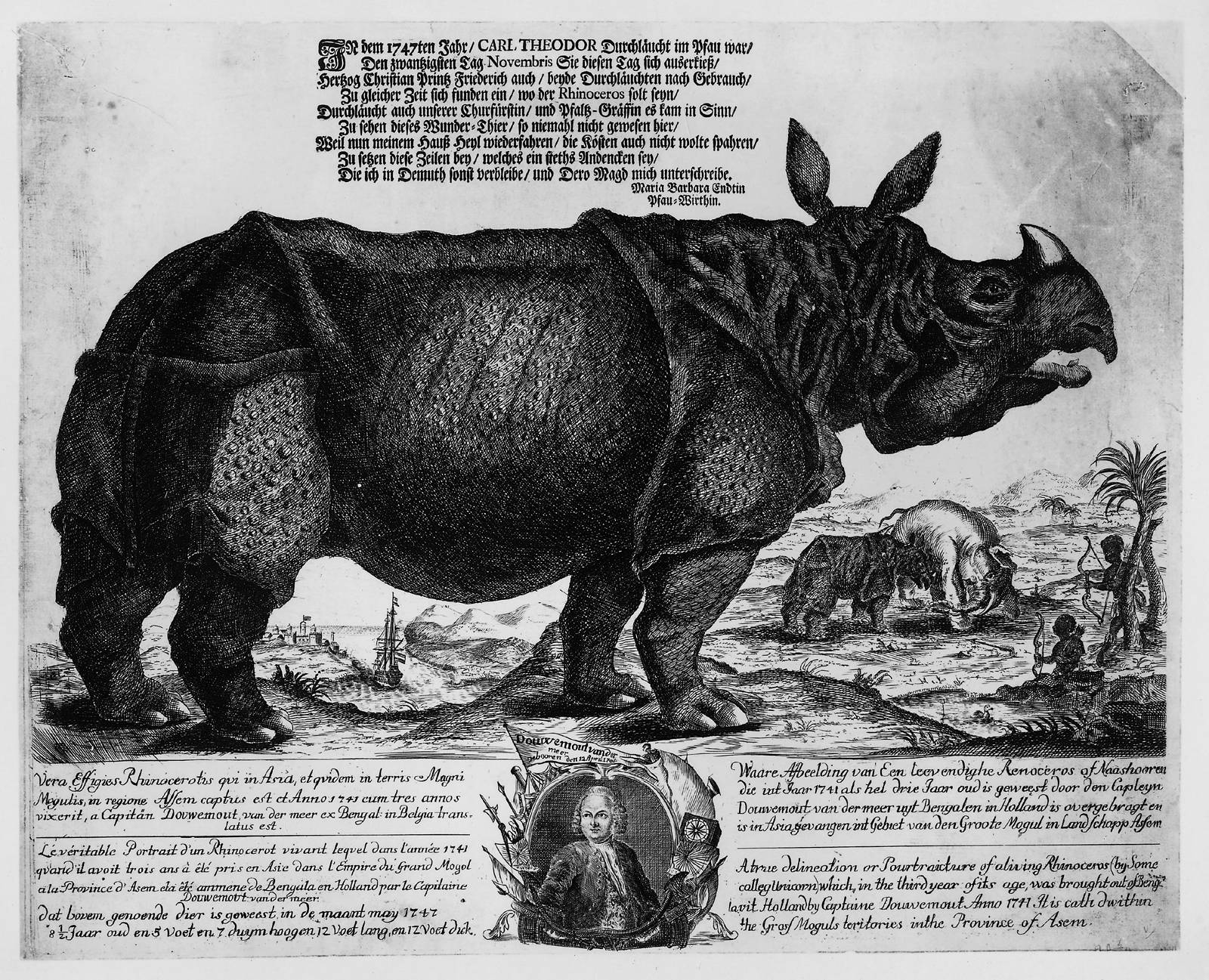
Mit Versen versehenes Souvenirbild Claras.

- Clara war ein zahmes weibliches Indisches Nashorn, das Mitte des 18. Jahrhunderts in Europa sehr berühmt wurde. 1738 wurde das etwa einen Monat alte mutterlose Tier von Jan Albert Sichterman, dem Direktor der Niederländischen Ostindien-Kompanie in Bengalen, adoptiert und etwa zweijährig an Douwe Mout van der Meer abgegeben. Dieser ging mit Clara auf eine siebzehnjährige Ausstellungstour durch Europa. Clara wurde von verschiedenen Künstlern gemalt, stand für den Meißener Porzellanmodelleur Johann Joachim Kändler Modell und wurde von dem französischen Naturforscher Georges-Louis Leclerc de Buffon untersucht; auch Briefe, Gedichte und Lieder wurden über sie geschrieben. Ein lebensgroßes Porträt (3,06 m × 4,53 m) von ihr wurde von dem französischen Hofmaler Jean-Baptiste Oudry 1749 angefertigt. Dieses gelangte zusammen mit einer Serie von Menageriegemälden an den mecklenburgischen Hof in Schwerin.[46] Auch von Anton Clemens Lünenschloß wurde „jungfer Clara“, anlässlich eines Besuches am 3. Oktober 1748 in Würzburg in seinem Skizzenbuch festgehalten und genau beschrieben.[48]